# I Remember (singel Deadmau5)
I Remember – utwór stworzony przez kanadyjskiego DJ Deadmau5 i amerykańskiego DJ Kaskade. Wokalu użyczyła Haley Gibby.

## Miejsce na listach przebojów
Piosenka debiutowała na 14 miejscu UK Singles Chart 17 maja 2009 roku. Była notowana w liście Top 40 przez 8 tygodni, mimo iż singiel został wydany 23 października 2008
W Stanach Zjednoczonych piosenka osiągnęła pierwsze miejsce na Billboard Hot Dance Airplay 17 października 2009.
| Notowania (2009) | Najwyższe miejsce |
| ---------------- | ----------------- |
| UK Singles Chart | 14                |
| Duńskie Top 40   | 14                |

## Teledysk
Istnieją dwie wersje teledysku: 10–minutowa (krótki film) i 4–minutowa (na potrzeby stacji telewizyjnych). Producentami teledysku są Anthony i Christopher Donnelly (założyciele marki Gio-Goi). Reżyserami są Colin O'Toole i brytyjski gwiazdor filmowy, znany z filmu To właśnie Anglia, Stephen Graham.Teledysk został nakręcony w Manchesterze. 

Fabułą teledysku jest rozmowa Grahama z dwojgiem młodych ludzi o życiu i kulturze Rave. Następnie mężczyźni poszukują odpowiedniego miejsca dla nielegalnej imprezy w stylu rave z Deadmau5 jako DJ. Jako outro teledysku użyty jest remiks Deadmau5 utworu "Brazil". W kręceniu teledysku wzięła również udział Emma Edmondson, aktorka opery mydlanej Coronation Street. 
 Po wydaniu teledysku Stephen Graham o mało co nie został aresztowany przez policję, która wzięła teledysk jako nagranie z prawdziwej nielegalnej imprezy Rave.

## Lista utworów
- (Album Version) 9.07
- (Radio Edit) 3.20
- (Instumental) 9.57,
- (Instrumental Edit) 4.42
- (Extended Version) 9.53
- (Extended Version Edit) 6.00
- (Extended Main Vocal Mix) 5.59
- (Vocal Mix) 9.53
- (J Majik & Wickaman Remix) 6.14
- (J Majik & Wickaman Dub) 6.13
- (Caspa Remix) 5.35
- (Caspa Instrumental) 5.35